# Phippsiella kergueleni
Phippsiella kergueleni är en kräftdjursart som beskrevs av Schellerberg 1926. Phippsiella kergueleni ingår i släktet Phippsiella och familjen Stegocephalidae. Inga underarter finns listade i Catalogue of Life.